# نژاد و جرم و جنایت در ایالات متحده آمریکا
در ایالات متحده، بیش از یک قرن است که رابطه نژاد و جرم و جنایت موضوع جدال عمومی و بحث‌های دانشورانه است. میزان جرم و جنایت بین گروه‌های نژادی به‌طور قابل توجهی متفاوت است. بیشتر قربانیان قتل در ایالات متحده از نژاد مرتکب همان جنایت هستند.

## آمار جرم و جنایت
دانشوران دریافته اند که برخی از اقلیت‌های نژادی و قومی، به ویژه سیاهپوستان، در گزارش‌های دستگیری و بزه دیدگی که برای جمع‌آوری آمار میزان جرم و جنایت در ایالات متحده استفاده‌می‌شود، به‌طور نامتناسبی حضور دارند. داده‌های سال ۲۰۰۸ نشان می‌دهد که سیاه پوستان آمریکایی در بازداشت‌های انجام شده در همه انواع جرایم، به استثنای «رانندگی حین مستی»، «قوانین مشروبات الکلی» و جرایم نفرت‌آمیز، بیش از درصد جمعتیشان حضور دارند. به‌طور کلی، سیاه پوستان آمریکایی با نرخ ۲٫۶ برابر سرانه سایر آمریکایی‌ها دستگیرمی‌شوند و این نسبت برای قتل (۶٫۳ برابر) و سرقت (۸٫۱ برابر) حتی بیشتر است.

### قتل

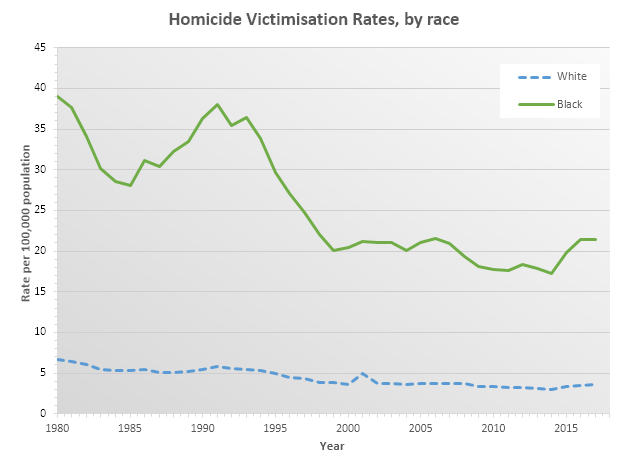
قربانیان قتل آمریکا بر اساس نژاد، سالهای ۱۹۸۰ تا ۲۰۱۷

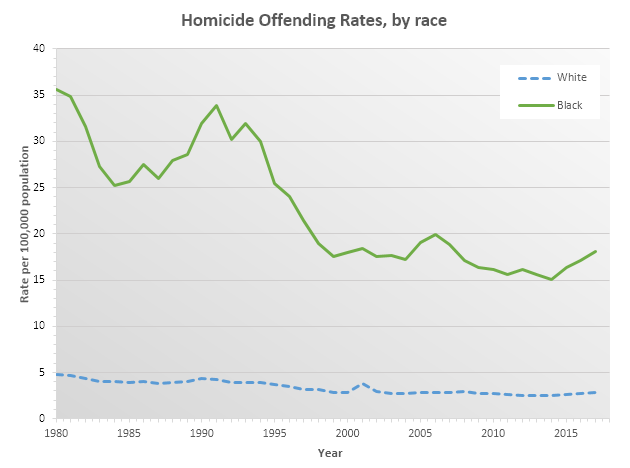
مرتکبان قتل ایالات متحده بر اساس نژاد، سالهای ۱۹۸۰ تا 2017

بنا بر اداره تحقیقات فدرال سیاهپوستان ۵۵٫۹٪ از کل مرتکبان آدم‌کشی در آمریکا را به خود اختصاص می‌دهند، در حالی که سفیدپوستان ۴۱٫۱٪ و غیره/نامعلوم ۳٫۰٪ از موارد را در مواردی که نژاد مشخص بوده به خود اختصاص‌می‌دهند. در بین قربانیان آدم‌کشی، ۵۴٫۷٪ سیاه یا آفریقایی آمریکایی، ۴۲٫۳٪ سفید و 3.1% wاز سایر نژادها بودند سرانه میزان ارتکاب برای سیاهپوستان تقریباً شش برابر سفیدپوستان است، و میزان قربانی بودن هم رقم مشابهی است. بیشتر آدم‌کشی‌ها درون نژادی بودند؛ در مواردی که مرتکب مشخص بوده، ۸۱٪ از قربانیان سفیدپوست توسط سفیدپوستان و ۹۱٪ از قربانیان سیاه یا آفریقایی آمریکایی توسط سیاهان کشته شده بودند.

### حمله کردن
مرکز کنترل بیماری‌ها داده‌های مربوط به بازدیدهای بخش اورژانس جراحات غیر کشنده و نژاد قربانیان را نگهداری می‌کند. در حالی که قربانیان سفیدپوست غیر هیسپنیک تقریباً نیمی از کل مجروحیت‌های حمله‌های غیر مرگبار را تشکیل می‌دهند، که در بیشتر آنها هیچ سلاحی درگیر نبوده، قربانیان سیاه‌پوست و هیسپنیک اکثریت قریب به اتفاق مجروحیت‌های غیر کشنده سلاح گرم را تشکیل می‌دهند. در مجموع ۱۷٫۳ میلیون ویزیت اورژانس یا بستری در بیمارستان برای حملات غیر مرگبار در ایالات متحده در یک دوره ۱۰ ساله بین ۲۰۰۷–۲۰۱۶ صورت گرفته‌است. برای حملات غیر مرگبار که نژاد برای آنها ثبت شده، ۶٫۵ میلیون قربانی سفیدپوست غیر هیسپنیک، ۴٫۳ میلیون سیاه‌پوست، ۲٫۳ میلیون نفر هیسپنیک و ۰٫۴ میلیون نفر دیگر (غیر هیسپنیک) بودند و برای ۳٫۸ میلیون نفر، نژاد ثبت نشده‌است. در مجموع ۶۰۳٬۰۰۰ ویزیت بخش اورژانس در ایالات متحده برای حملات غیر مرگبار سلاح گرم در یک دوره ۱۰ ساله بین ۲۰۰۷–۲۰۱۶ انجام شده‌است. برای حملات غیر مرگبار سلاح گرم با نژاد ثبت شده، ۷۷۰۰۰ قربانی سفیدپوست غیر هیسپنیک تبار، ۲۶۱۰۰۰ نفر سیاه‌پوست و ۹۴۰۰۰ نفر هیسپنیک تبار، ۸۵۰۰ نفر دیگر غیر هیسپنیک تبار بودند و برای ۱۶۲۰۰۰ نفر نژاد ثبت نشده بود. علی‌رغم این که جراحات ناشی از اسلحه، فقط ۳٫۵٪ از مجروحیت‌های جدی حمله را بین سالهای ۲۰۰۷–۲۰۱۶ به خود اختصاص‌داده‌اند، آنها تقریباً ۷۰٪ کل قتل‌ها را به خود اختصاص‌داده‌اند.

### دزدی
بنا بر ارزیابی ملی قربانیگری جرم و جنایت در سال ۲۰۰۲، قربانیان سفیدپوست و بزهکاران سیاهپوست بیش از ۱۲ برابر رایجتر از برعکس آن بوده‌است.

### هیسپنیک‌ها
بنا بر گزارشی مورخه سال ۲۰۰۹ از مرکز هیسپنیک پیو، لتینوها در سال ۲۰۰۷ «بیش از ۴۰٪ از کل بزهکاران محکوم شده فدرال -بیش از سه برابر سهم شان از کل جمعیت بزرگسال آمریکا (۱۳٪) را به خود اختصاص دادند». این رقم نسبت به سال ۱۹۹۱، ۲۴٪ رشد داشت. بین سال‌های ۱۹۹۱ و ۲۰۰۷، در پاسخ به مهاجرت غیرقانونی اعمال قوانین مهاجرتی فدرال تبدیل به یک اولویت فزاینده شد. تا سال ۲۰۰۷، از میان بزهکاران هیسپنیک محکوم شده در محاکم فدرال، ۴۸٪ جرایم مهاجرتی، ۳۷٪ جرایم مواد مخدر و ۱۵٪ برای بقیه جرایم بودند. یکی از دلایل افزایش زیاد جرایم مهاجرتی این است که این جرایم منحصراً در حوزه قضایی فدرال قرار می‌گیرند.